# Probatiomimus schwarzeri
Probatiomimus schwarzeri là một loài bọ cánh cứng trong họ Cerambycidae.